# Спекуляция
Спекуля́ция (от лат. specio «взгляд»)
- В общенаучном, философском значении — отвлечённое, умозрительное рассуждение в противоположность рассуждению об эмпирических фактах (см. Спекуляция (философия)).
- В экономической лексике — получение дохода за счёт разницы между ценами покупки и продажи. По сути, любую торговую операцию можно считать спекулятивной[2]. В экономической литературе часто встречается попытка разделить спекуляцию и инвестиции, однако единого мнения здесь нет. Большая российская энциклопедия спекуляцией считает искусственное повышение или понижение цены ради получения прибыли[3].
- В переносном смысле — использование каких-либо обстоятельств, чьих-либо затруднений в своих интересах, своих планах (например, спекуляция на политических затруднениях)[4].

## Примеры спекуляции в экономике
- Получение прибыли (или убытка) от разницы между ценами покупки и продажи. При этом не предполагается каких-либо действий с объектом спекуляции. Разница цен может возникать на разных рынках в одно и то же время (арбитраж в пространстве) или на одном и том же рынке в разное время (арбитраж во времени).
- Покупка и продажа акций, облигаций, сырья, валюты, коллекционных предметов, недвижимости, производных ценных бумаг или других ценностей для получения выгоды из изменения их стоимости. Не является спекуляцией покупка тех же объектов для личных или производственных целей, а также для иного получения прибыли, например, через дивиденды или с использованием механизмов принятия решений в свою пользу (инсайдерский интерес), а также операции, направленные на хеджирование ценовых рисков или процентный арбитраж. Однако определить это можно только по внутренним целям торговца, и очень часто все эти сделки считаются спекулятивными.
- Скупка на закрытых рынках и перепродажа на открытых рынках дефицитных товаров в условиях каких-либо ограничений свободы торговли (например, во время войны, блокады, эмбарго, стихийных бедствий) либо объективной ограниченности ресурса (билеты на спортивные соревнования, концерты, спектакли и т. п.). Такая деятельность иногда административно или уголовно наказуема, в том числе и в странах с рыночной экономикой, и в связи с этим является частью «теневой экономики». 
В Советской России и СССР спекуляция, определяемая как скупка и перепродажа с целью наживы, в зависимости от объёма операций была административно или уголовно наказуемой[5].

## Спекуляция в СССР
В СССР спекуляция считалась вариантом нетрудовых доходов и являлась уголовным преступлением.
Данные по привлечению к ответственности по статьям о спекуляции:
- В 1943 году закончено расследование 202 383 дел, по которым были привлечены к ответственности 296 045 лиц, из них были арестованы 123 713 лиц. В судах завершили расследование 59 666 дел, по которым привлекли к ответственности 183 724 лица;
- В 1944 году расследовали 209 206 дел, по которым привлекли 323 277 лиц, из них арестовали 129 221 лицо. Закончили 59 444 дела, по которым наказали 168 241 лицо.

Спекуляция, то есть скупка и перепродажа товаров или иных предметов с целью наживы, — наказывается лишением свободы на срок до двух лет с конфискацией имущества или без таковой, или исправительными работами на срок до одного года, или штрафом до трёхсот рублей.
Спекуляция в виде промысла или в крупных размерах — наказывается лишением свободы на срок от двух до семи лет с конфискацией имущества.
Мелкая спекуляция, совершённая повторно, — наказывается исправительными работами на срок до одного года или штрафом до двухсот рублей с конфискацией предметов спекуляции.
— УК РСФСР от 27.10.1960 г., статья 154 «Спекуляция» отменена Законом РСФСР от 28.02.91 N 752-I
В дальнейшем, Указами Президиума Верховного Совета РСФСР от 3 декабря 1982 г. и от 28 мая 1986 г. ответственность за спекуляцию была усилена:

Спекуляция, совершённая неоднократно, или в крупных размерах, — наказывается лишением свободы на срок от двух до семи лет с конфискацией имущества.
Спекуляция в особо крупных размерах или совершённая лицом, ранее судимым за спекуляцию, наказывается лишением свободы на срок от пяти до десяти лет с конфискацией имущества.
Мелкая спекуляция, совершённая лицом, которое дважды в течение года подвергалось административному взысканию за такие же действия, — наказывается исправительными работами на срок до одного года или штрафом от ста до трёхсот рублей.— Уголовный кодекс РСФСР: С постатейными материалами. — М.: Юрид. лит., 1987. — 464 с. — С. 87
Спекуляция признавалась мелкой при перепродажах в небольшом количестве, а размер извлечённой при этом наживы не превышал, как правило, 30 рублей. Не считалась спекуляцией продажа объектов, полученных по наследству, договору дарения, в качестве вознаграждения за работу, выигранных по лотерейному билету и тому подобное, лично изготовленных или выращенных, а также разовая продажа или обмен вещей, приобретённых для личного пользования.
Помимо собственно спекуляции как таковой, в СССР считались уголовными преступлениями и смежные с ней деяния: такие, как частнопредпринимательская деятельность и коммерческое посредничество (санкция по ст. 153 УК РСФСР предусматривала наказание за частнопредпринимательскую деятельность с использованием государственных, кооперативных или иных общественных форм, а также за коммерческое посредничество, осуществляемое частными лицами в виде промысла, или в целях обогащения — вплоть до лишения свободы на срок до пяти лет (при особо крупном размере — на срок до десяти лет)).

### Прекращение преследования спекулянтов в СССР
Парадоксальным образом 31 октября 1990 года был принят Закон СССР «Об усилении ответственности за спекуляцию, незаконную торговую деятельность и за злоупотребления в торговле», но в том же 1990 году была изменена ст. 154 УК РСФСР, сужено понятие «спекуляции», отменено преследование мелких неоднократных спекуляций. С февраля 1991 года спекуляция в РСФСР официально перестала быть преступлением, соответствующая статья исключена из уголовного кодекса, но сама норма уголовного законодательства не была отменена. В новом УК РФ издания 1992 года напротив статьи 154 «Спекуляция» было напечатано «исключена» со ссылкой на соответствующий нормативный акт — Закон РСФСР от 28 февраля 1991 года «О действии на территории РСФСР Закона СССР от 31 октября 1990 года». Президентский указ Б. Н. Ельцина «О свободе торговли» заблокировал норму о спекуляции, а Председатель Совета Министров РФ Е. Т. Гайдар неоднократно публично заявлял, что в России отсутствует уголовная ответственность за спекуляцию. При этом ещё до 1993 года Управление МВД РФ по борьбе со спекуляцией продолжало функционировать, фиксировать и вести учёт зафиксированных им фактов спекуляции, подавая наверх соответствующую статистику.